# Kielseng

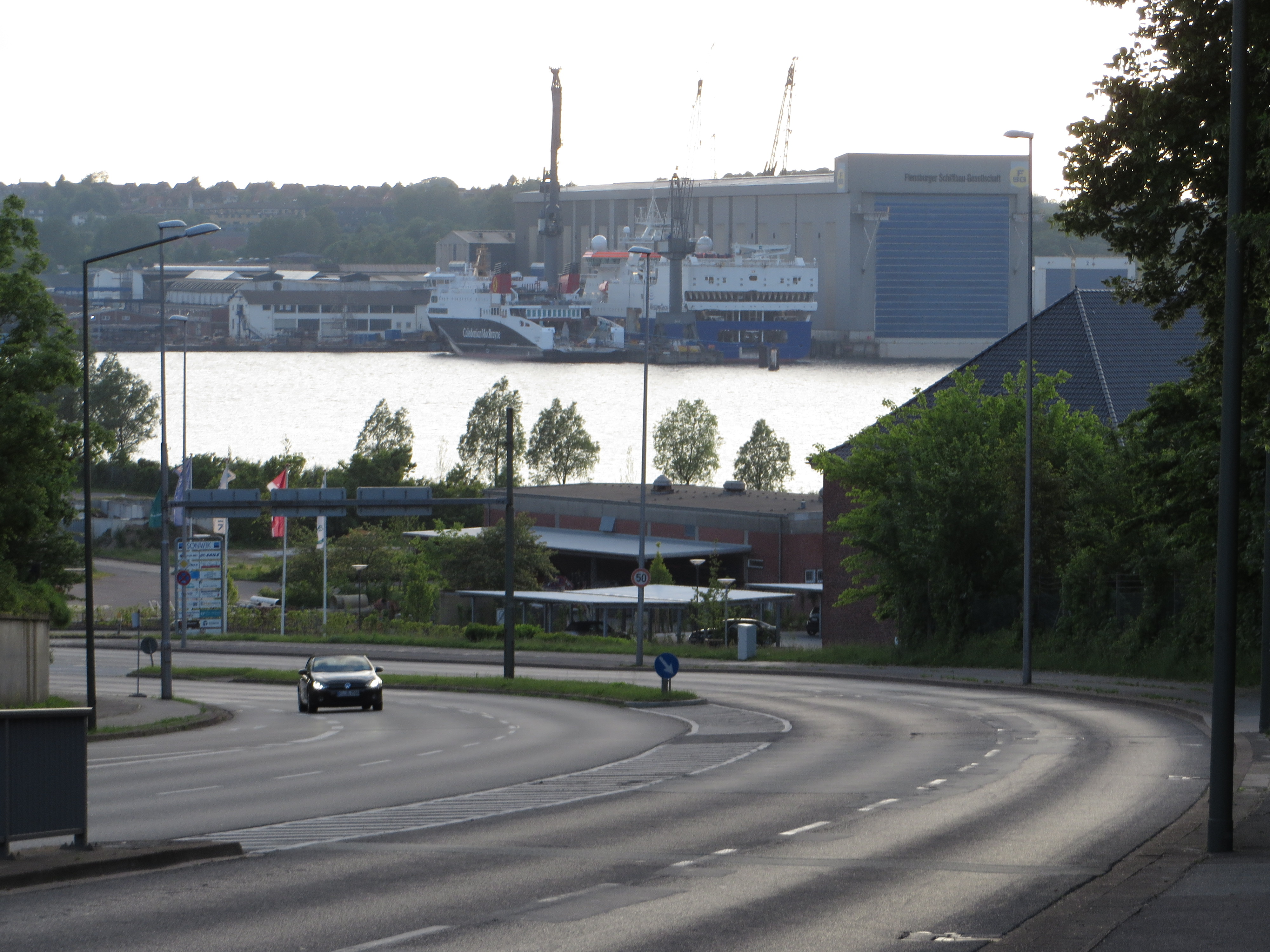
Über die auf beiden Seiten zweispurige Ziegeleistraße gelangen Autofahrer von Mürwik an Sonwik vorbei runter nach Kielseng. Die Flensburger Werft liegt am gegenüberliegenden Fördeufer.

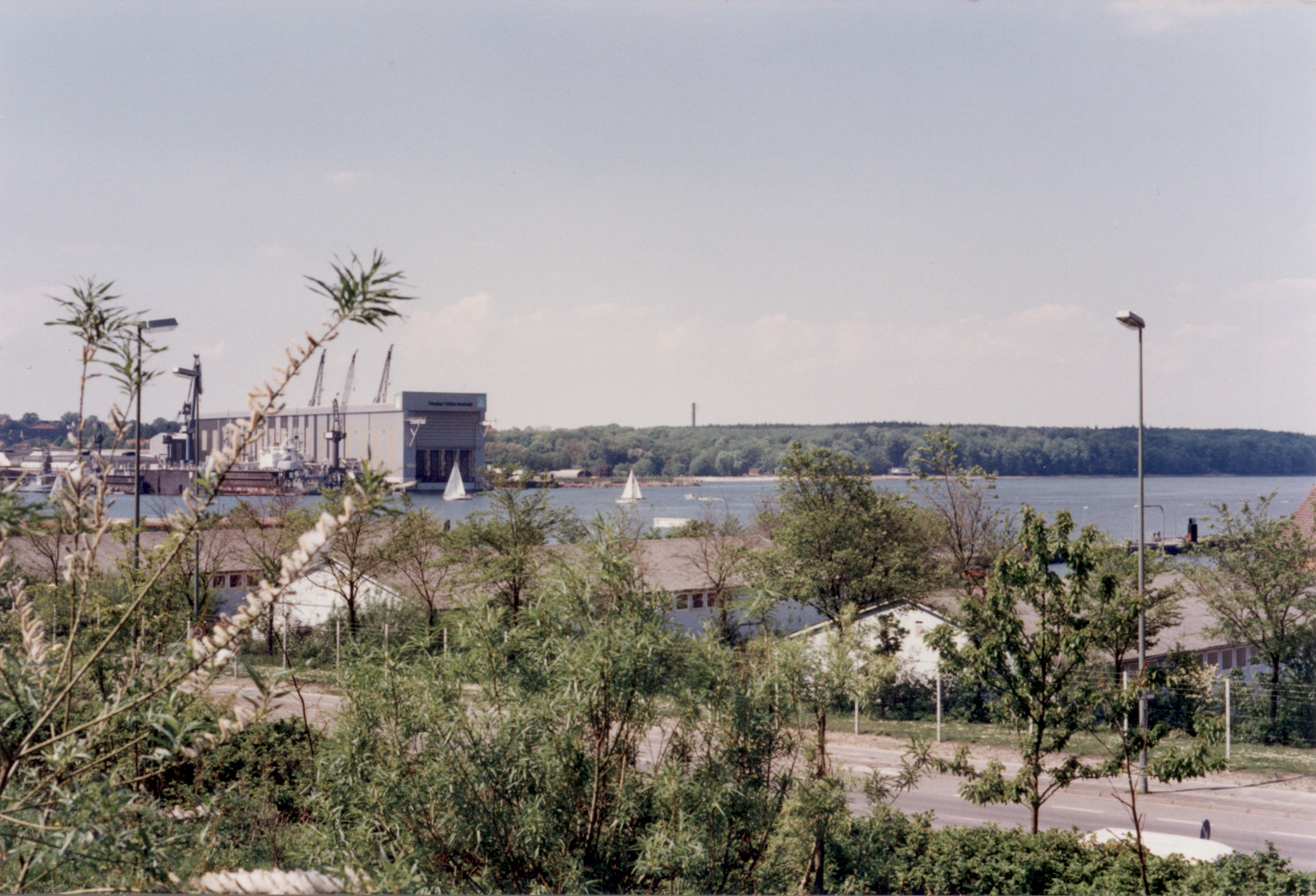
Kielseng zum Marinehafen hin (heute Sonwik) im Jahr 1990

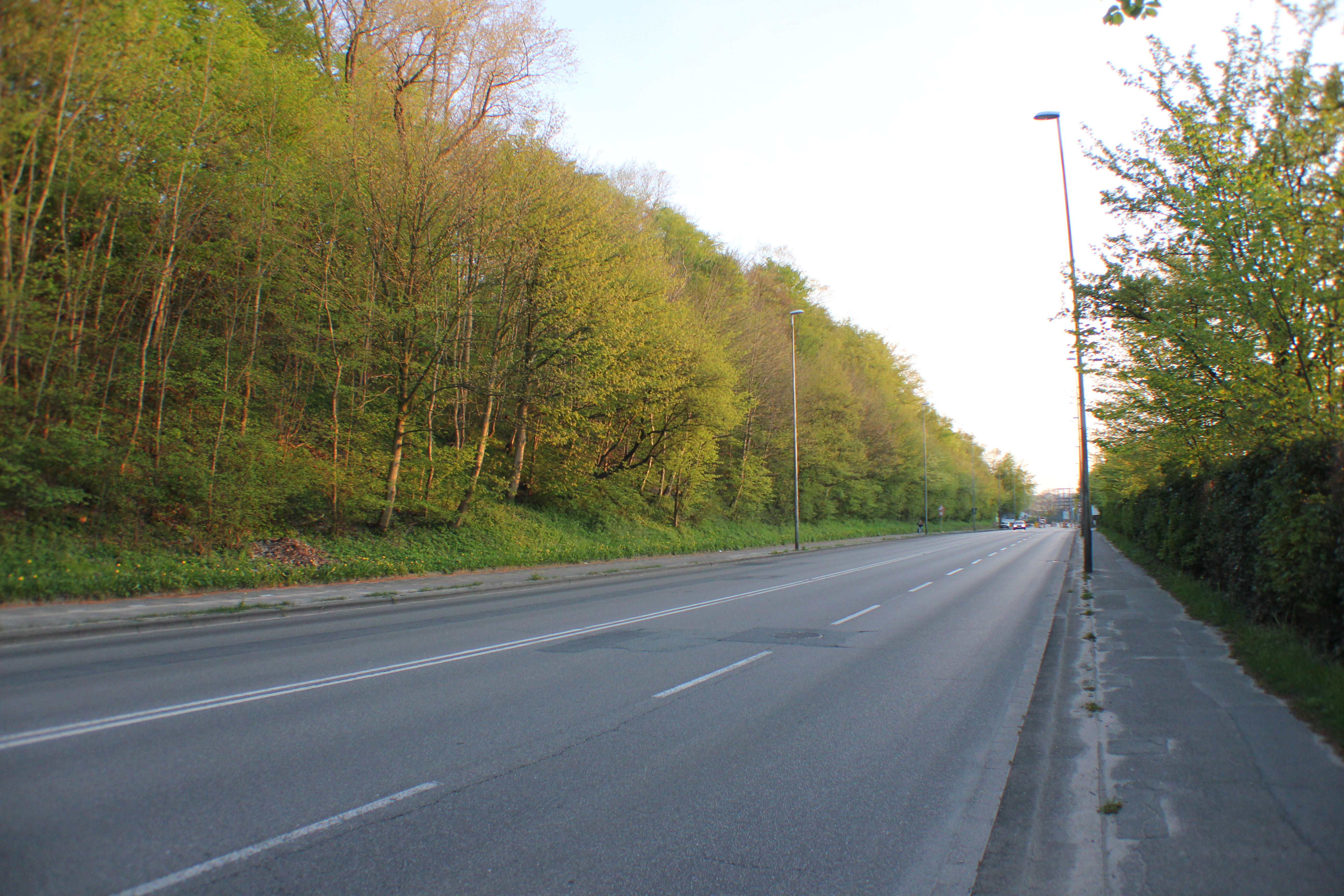
Die Straße Kielseng während einer Teilsperrung im Jahre 2014

Kielseng (dänisch: Kielseng oder Kilseng) war eine kleine Ortschaft im Gebiet der kreisfreien Stadt Flensburg. Durch das Gebiet von Kielseng führt heutzutage die namensgleiche Straße.

## Lage
Das Gebiet von Kielseng liegt südlich von Mürwik und unmittelbar nördlich der Landspitze Harnis am nördlichen Ostufer des Flensburger Hafens, des südwestlichen Endzipfels der Flensburger Förde. Auch der Nordzipfel des Industriegebiets am Osthafen wird zuweilen zu Kielseng gerechnet. Am Steilhang unmittelbar über der Ortslage schließt sich der Volkspark an.

## Geschichte

### Das Gebiet seit dem 16. Jahrhundert bis ins 18. Jahrhundert
Um 1500 besaß ein Jürgen Ketels bei Kielseng ein Gehöft namens Kielseng. Der Besitz von Jürgen Ketels umfasste ein nahe dem Wasser gelegenes Wiesengelände direkt unterhalb eines bewaldeten Steilhangs. Das dänische Wort „eng“ bedeutet „Wiese“. Frühere Heimatforscher deuteten den Ortsnamen Kielseng als „Ketels Eng“, also „Ketels Wiese“. Andererseits wurden aber Förden in der Region offenbar hin und wieder auch als Keile (dänisch: kile) beziehungsweise keilförmig beschrieben und bezeichnet, was beispielsweise auch zur Namensgebung der bekannteren, südlich gelegenen Stadt Kiel führte. Dies könnte die Namengebung im Falle von Kielseng zumindest beeinflusst haben. Im Jahr 1530 verkaufte Ketels Sohn, der Bürgermeister in Tondern geworden war, das Anwesen. Nacheinander befand sich Kielseng im Besitz mehrerer Flensburger Ratsleute und Bürgermeister, und der Kielsenger Besitzer entrichtete eine Abgabe an St. Nikolai. Ab dem 18. Jahrhundert unterstand Kielseng jedoch der Jurisdiktion des Amtes Flensburg, dem die Stadt selbst nicht angehörte. Wie auch der umliegende Besitz des Flensburger Hospitals (Mürwik, Blasberg, Ballastbrücke) unterstand die Ortschaft dem Kirchspiel Adelby, das in der Lokalverwaltung vor allem für Schul- und Armenangelegenheiten sowie natürlich für alle kirchlichen Belange zuständig war.

### Kielseng im 19. Jahrhundert

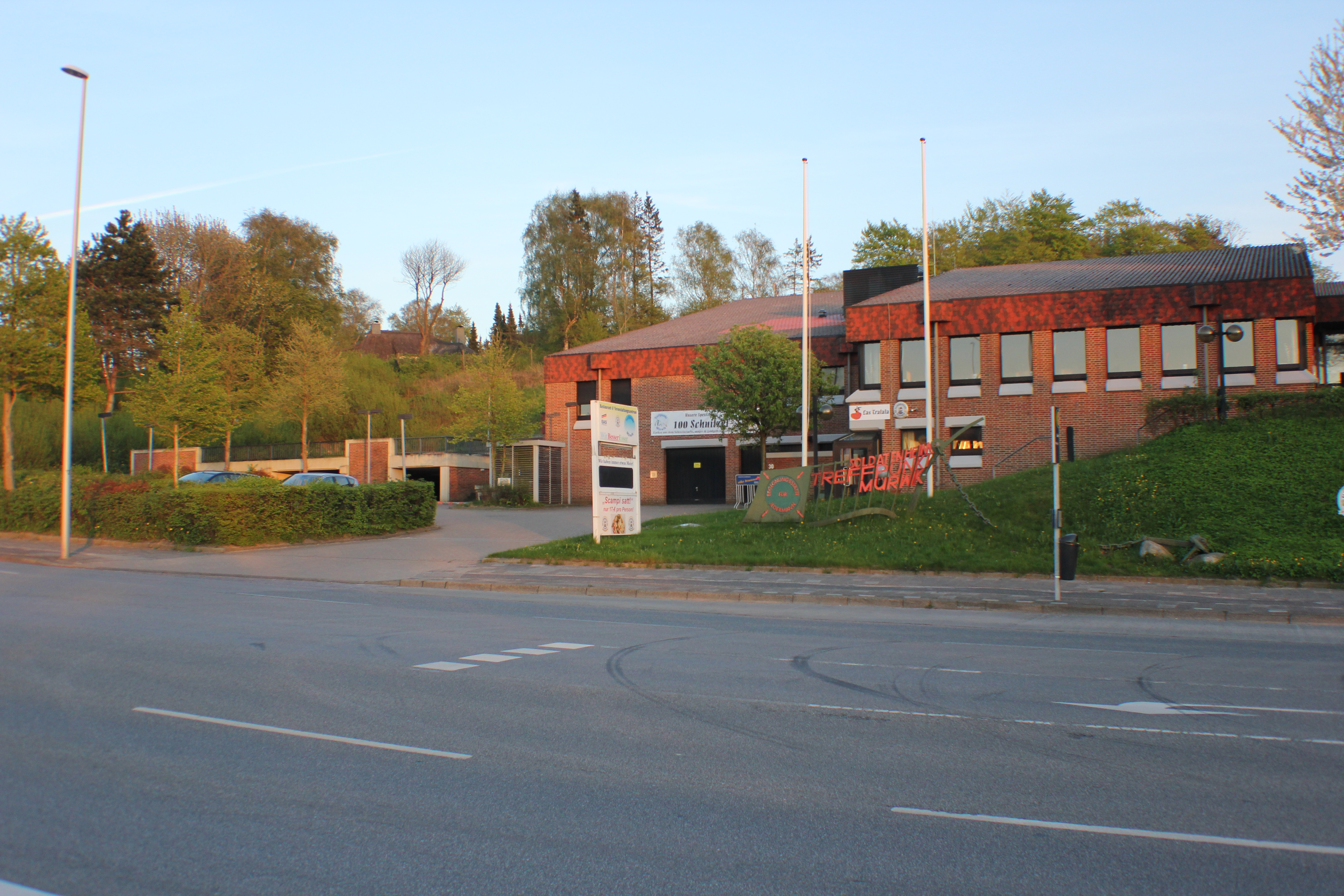
Das Restaurant Soldatenheim Treffpunkt Mürwik trat das Erbe der alten Gastwirtschaft von Kielseng an

Im 19. Jahrhundert bestand Kielseng aus dem mitunter als „Freigut“ bezeichneten Haupthof, dessen neunzehnachsiges und einstöckiges Wohngebäude vor 1800 neu gebaut worden war, aus drei zugehörigen Katen, die südlich des Hofes in Richtung Harnis lagen, sowie aus der hoch über dem Hof auf der Anhöhe gelegenen Windmühle (Graupenmühle beziehungsweise Kielsenger Mühle). Wie das benachbarte Mürwik entwickelte sich Kielseng spätestens seit den 1830er Jahren zu einem beliebten Ausflugsziel für die Bevölkerung der nahen Stadt. Eine der Katen fungierte als Gastwirtschaft mit Biergarten, der 1874 zu einem als Lustgarten bezeichneten kleinen Park mit vielen Blumen erweitert wurde.
Das stetige Wachstum der Stadt ab den 1870er Jahren sollte bald ernsthafte Folgen für die kleine stadtnahe Ortschaft Kielseng nach sich ziehen. Mit der endgültigen Eingemeindung von St. Jürgen, zu dem auch die Ballastbrücke mit Harnis gehörte, rückte die Grenze der Stadt unmittelbar südlich an Kielseng heran. Kielseng wurde der Landgemeinde Jürgensgaard zugeschlagen und bildete deren nordwestliches Ende. Im Zuge von Ausbaumaßnahmen am Flensburger Osthafen wurde Ende der 1880er Jahre die Bucht teilweise zugeschüttet.

### Kielseng seit dem Beginn des 20. Jahrhunderts bis zum Ende des Zweiten Weltkrieges
Im Jahre 1900 wurde Jürgensgaard nach Flensburg eingemeindet, so dass auch Kielseng an die Stadt fiel. Das eigentliche Jürgensgaard entwickelte sich mit dem zuvor schon eingemeindeten St. Jürgen sowie den Hohlwegen in der Folgezeit zum Stadtteil Jürgensby. Im Jahr 1910 wurden auch die östlichen Nachbargemeinden Fruerlund und Twedter Holz eingemeindet. Kielseng sollte in der Folgezeit mit Fruerlund verwachsen und wurde in Folge dem Stadtteil Fruerlund zugeordnet. — Der seit Anfang Jahrhunderts begonnene Aufbau des Marinehafens im nahen Mürwik und die 1910 erfolgten Eingemeindungen ließen Kielseng plötzlich mitten im Weichbild der Stadt liegen.
1922/23 wurde das Gelände um Kielseng zwecks Errichtung des Flensburger Freihafens völlig umgestaltet. Am Rande von Harnis bei Kielseng wurde durch Ausbaggerungen ein neuer kleiner Hafen, bestehend aus einem separaten Freihafen-Becken geschaffen. Der Sand kam nach Solitüde, wo ein neuer Strand entstand. Die Umbaumaßnahmen bedeutete das Ende des Hofes Kielseng. Die Windmühle, ein Galerie-Holländer, war bereits um 1900 abgebrochen worden. Auch die Gastwirtschaft Kielsengs sollte nicht mehr lange Bestand haben. Dem Freihafen war kein Erfolg beschieden. 1935 wurde er geschlossen.
Während des Zweiten Weltkrieges wurden verschiedene Bereiche des Flensburger Hafens durch die Luftangriffe auf die Stadt getroffen. Am 22. September 1941 wurde der Freihafenbereich bei Kielseng durch drei Sprengbomben und 30 Brandbomben getroffen. Ein Silo, ein Packhaus, zehn Häuser sowie ein Güterwagen der Flensburger Hafenbahn wurden getroffen und beschädigt. In der Weltkriegszeit wurde der Freihafen zum U-Boothafen (U-Boot-Stützpunkt Flensburg) um- und ausgebaut. In dieser Zeit wurden auch die heute noch erhaltenen Hangbunker bei Kielseng errichtet, welche offenbar als Treibstofflager dienten. Im U-Boot-Stützpunkt befand sich bis Kriegsende die 33. U-Flottille. Des Weiteren wurden zum Kriegsende offenbar die Überreste der 12. U-Flottille nach Flensburg verlegt.

### Das Explosionsunglück im Juni 1945

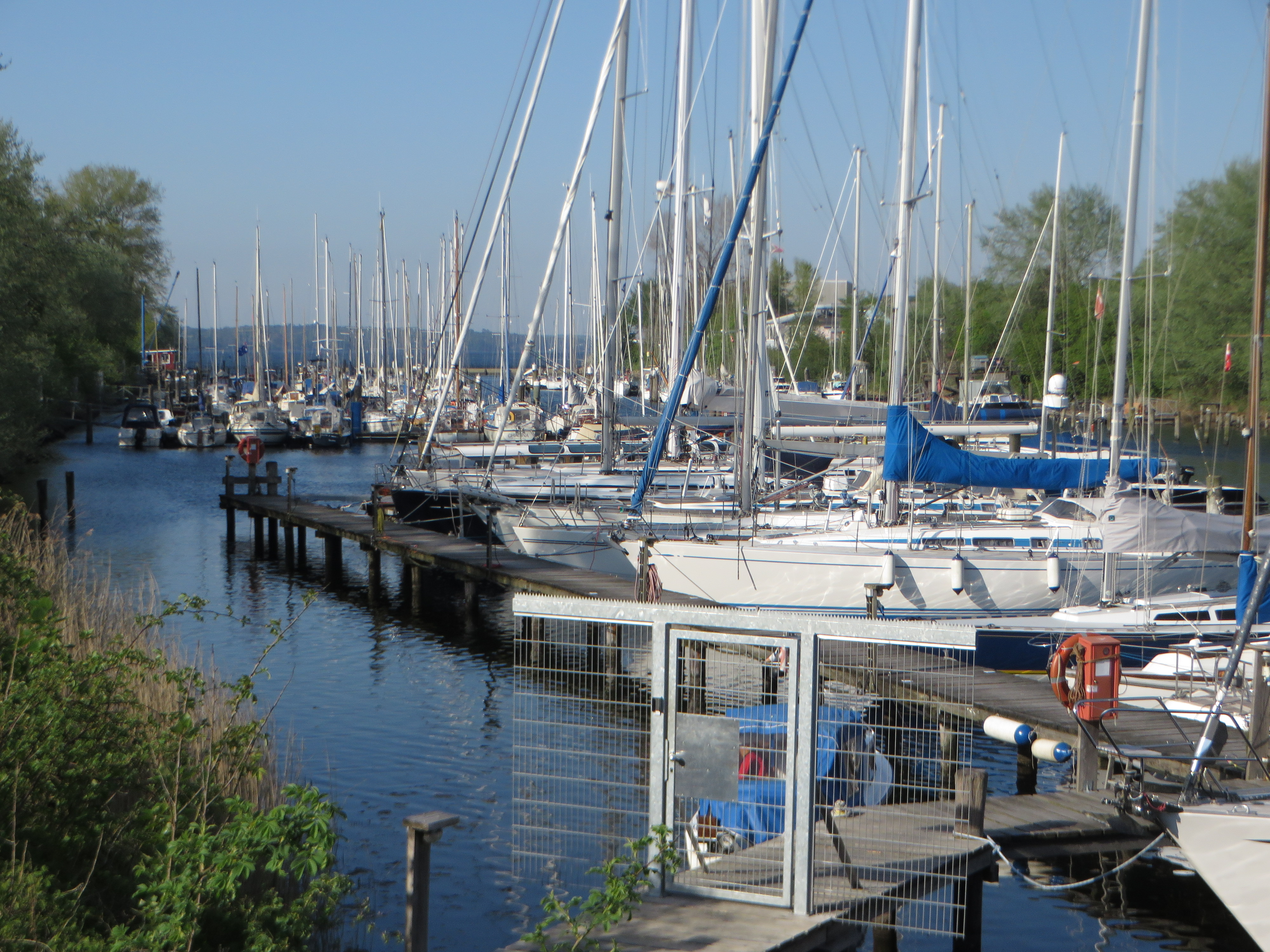
Der ehemalige U-Boothafen wandelte sich zum Yachthafen Kielseng (Foto 2016)

Am Morgen des 14. Juni 1945 kam es in der Munitionssammelstelle des U-Bootstützpunktes bei Kielseng zu zwei schweren Explosionen. Bei der Einweisung von neuen Räumungskräften wurde eine scharfe Handgranate aktiviert. Die erste Explosion in einer der Lagerbaracken führte zu einer Kette von weiteren Munitionsexplosionen. Die gelagerte Munition bestand aus Gewehr-, Pistolen- und Signalmunition der ehemaligen Wehrmacht, die auf Befehl der britischen Besatzungsbehörden eingesammelt und dort bis zu ihrem Abtransport gelagert worden waren, Torpedos sowie 200 bis 250 Wasserbomben, und Artilleriemunition. Der gesamte Munitionsbestand entzündete sich und explodierte. Die Schäden im Hafengelände, auf den dort liegenden Schiffen und in den umliegenden Gegenden waren erheblich. Eine starke Druckwelle zerstörte die Nordwand des benachbarten Stadtspeichers (Freihafen-Silos). Die Donau, ein deutsches U-Boot-Begleitschiff, wurde stark beschädigt und kenterte, das deutsche U-Boot-Begleitschiff Otto Wünsche wurde ebenfalls erheblich beschädigt, Bäume wurden entwurzelt und Dächer fortgerissen. Einige Fenster der Marienkirche und mehrere der St. Jürgenkirche zerbrachen. Des Weiteren wurde auch die ehemalige Kapelle Zoar in der Brixstraße stark beschädigt. In der ganzen Stadt bis nach Husby zersprangen Fensterscheiben. Es kamen etwa 60 Menschen ums Leben.
Nach dem Zweiten Weltkrieg wurde in Kielseng ein Flüchtlingslager eingerichtet.

### Das Gebiet von Kielseng nach dem Zweiten Weltkrieg

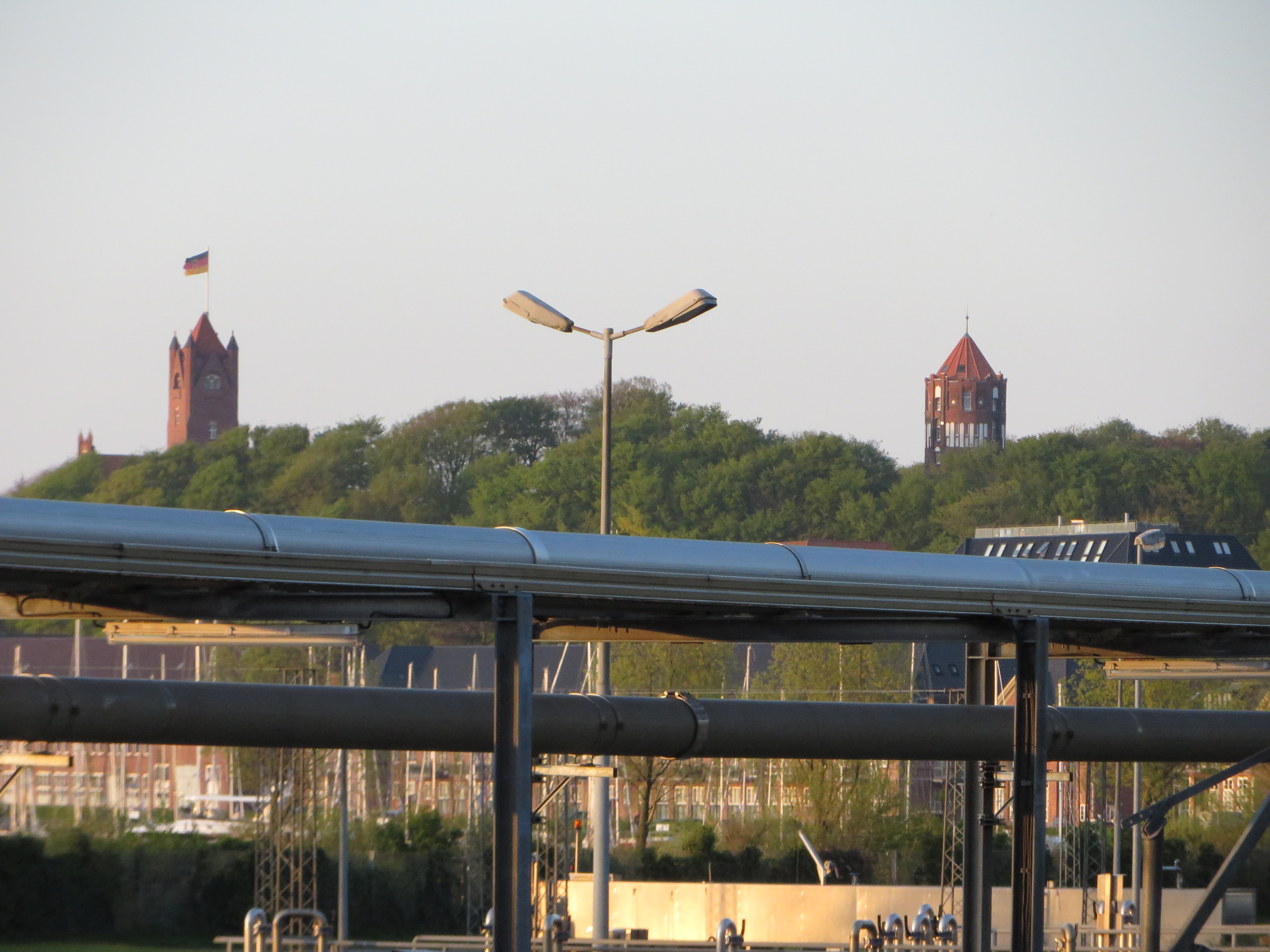
Die Kläranlage der Stadt mit der Marineschule Mürwik im Hintergrund

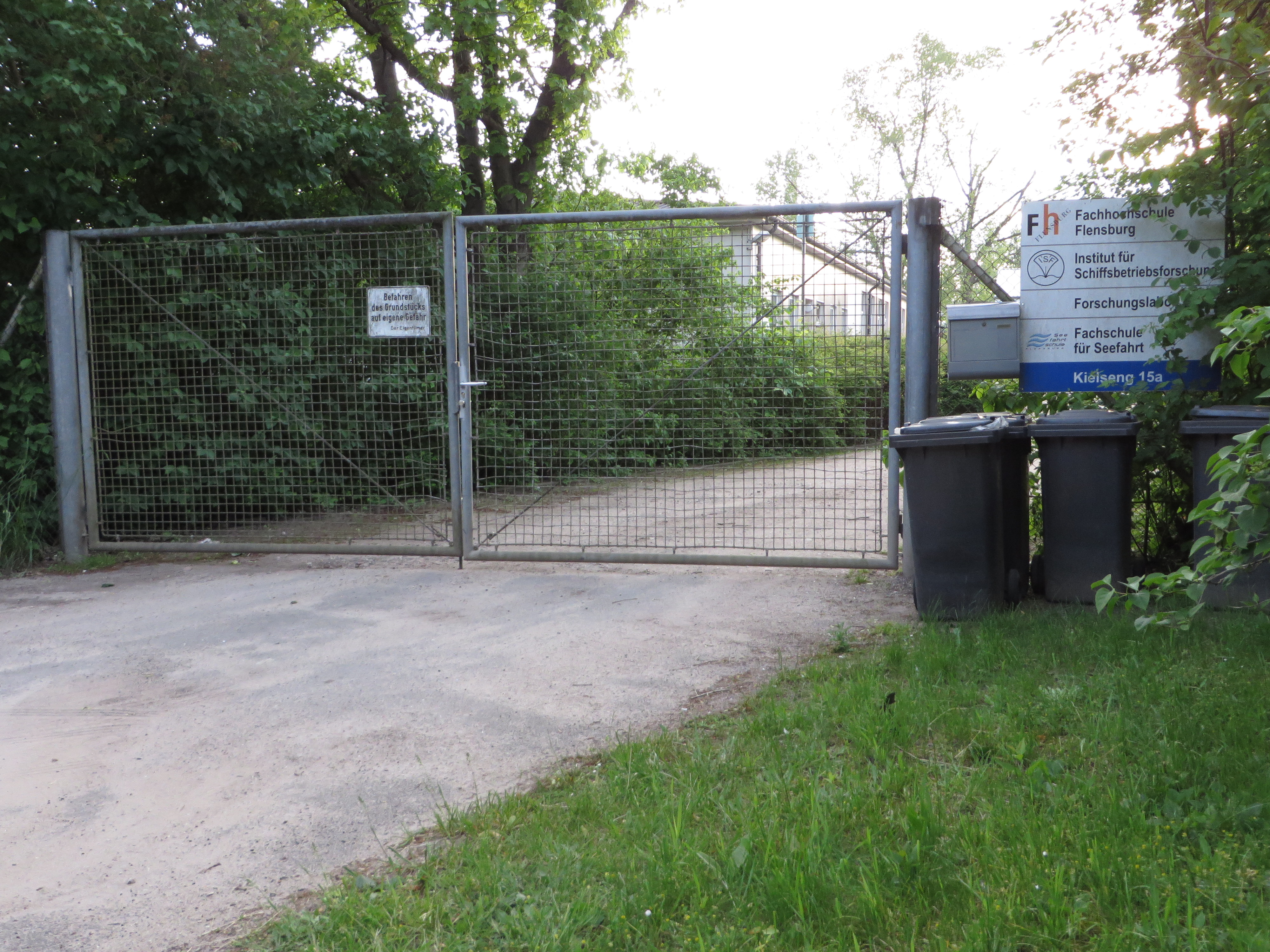
Schiffsbetriebsforschung der Flensburger Fachhochschule bei Kielseng 15a

In den 1960er Jahren wurde das Gebiet erneut umgestaltet. Die kleine Landstraße wurde zu einer teilweise vierspurigen Hauptverbindung von der Innenstadt nach Mürwik ausgebaut, und 1962 wurde Kielseng Standort der städtischen Kläranlage, seit den 1970er Jahren war hier der Standort der Schiffsbetriebsforschung der Flensburger Fachhochschule. Anfang der 1980er Jahre trat das Restaurant Soldatenheim Treffpunkt Mürwik (Kielseng Nr. 30) das Erbe der alten Gastwirtschaft von Kielseng an. Historische Gebäude blieben bis heute keine erhalten. 1980 begann die Nutzung des Freihafenbeckens als Sportboothafen.

### Das heutige Gebiet von Kielseng
Noch heute befindet sich im Gebiet von Kielseng die Kläranlage der Stadt. Der Name Kielseng blieb insbesondere im Namen des erwähnten Abschnitts der Durchgangsstraße erhalten. Neben dem Restaurant Soldatenheim Treffpunkt Mürwik, mit der Adresse Kielseng Nr. 30, führt ein Pfad in den Volkspark hinein. 2014 schlugen Flensburger Politiker aus dem Flensburger Rathaus vor, die Straße auf insgesamt zwei Spuren zu reduzieren. Die örtliche Wirtschaft sowie viele Bürger stellten diesen Vorschlag in Frage. Der ehemalige U-Boothafen wird heute als Yachthafen Kielseng betrieben.

## Bauten und Einrichtungen

### Ehemaliger Segelfliegerhorst Kielseng
Nach dem Ersten Weltkrieg war Deutschland durch den Versailler Vertrag zur weitgehenden Abrüstung verpflichtet. Alle militärischen Flugbauwerke verbot der Vertrag, so dass sie demontiert werden mussten. In Folge wurden auch der Flugplatz Flensburg-Schäferhaus und der Seefliegerhorst Fahrensodde weitgehend zurückgebaut. Das Verbot des Motorfluges führten in der Weimarer Republik zu neuen Entwicklungen im Segelflug. In Flensburg wurde 1923 eine Ortsgruppe des Deutschen Luftfahrervereins gegründet, welche den Segelfliegerhorst Kielseng einrichtete. Die konstruierten Segelflieger starteten vom angrenzenden, bis heute kaum bebauten Finisberg. Der Segelfliegerhorst Kielseng bestand bis Anfang der 1930er Jahre.

### Soldatenheim Flensburg-Mürwik beziehungsweise OASE – Treffpunkt Mürwik
1980 bis 1983 wurde unterhalb des Finisbergs am Rande des Volksparks bei Kielseng das Soldatenheim Flensburg-Mürwik, heute „OASE - Treffpunkt Mürwik“, gebaut. Es diente als Soldatenheim primär der Betreuung der Marinesoldaten des Stützpunktes Flensburg-Mürwik. In einem Gebäudekomplex von 2.200 m2 entstanden eine Gastwirtschaft mit Billardtischen, Sälen, Bastel- und Gruppenräume, Kegelbahnen sowie eine Diskothek.

## Verschiedenes
- 1917 fanden Dreharbeiten beim Gutshaus von Kielseng für den Propagandafilm Hein Petersen, vom Schiffsjungen zum Matrosen statt.